# Корпоративная идентичность
Корпоративная идентификация (англ. corporate identity) — внешний образ предприятия в глазах общественности, заказчиков и сотрудников. Она обеспечивается различными средствами, включая характерный дизайн, брендинг и использование товарных знаков.
Корпоративная идентичность выражается в атрибутах корпоративного стиля (англ. Corporate style). То же, что и идентичность бренда, только по отношению к корпоративному бренду. "Бренд-идентификация (англ. brand-identity) — бренд, построенный на  идентификации с потребителем, когда ценности потребителя и бренда одни и те же. На этом, например, строятся все бренды, рассчитанные на женщин, считающих себя хорошими хозяйками. Когда они смотрят рекламу, то узнают себя в ней". Корпоративный бренд связывается с названием компании (и/или его символом), может использоваться для товаров компании. Часто является основой или дополнением для бренда семейства (англ. Family Brand) и индивидуального бренда (англ. Individual Brand); в азиатской модели бренд-менеджмента корпоративный бренд (англ. Corporate Brand) играет центральную роль: большинство дочерних компаний продуктов и услуг имеют один бренд, который может меняется, но незначительно. Т. н. монолитный бренд (англ. Monolithic brand) или Дом бренда (англ. Branded House). В этом случае в рекламе акцентируется внимание не на брендах товаров, а на корпоративном бренде: основное преимущество — фокусирование деятельности на единстве компании и общих корпоративных ценностях, что в свою очередь позволяет оперативно выстраивать глобальную структуру бизнеса, но сопряжено с различными рисками и сложностями при диверсификации производства. В западной модели бренд-менеджмента упор делается на бренды, принадлежащие компании, а корпоративному бренду назначается поддерживающая роль в случае успеха товаров/товарных категорий под самостоятельными брендами (англ. House of Brand). Современная модель бренд-менеджмента использует комбинированный подход, использующий достоинства азиатской и западной моделей. Также существует понятие корпоративного брендинга (англ. Corporate branding).
Корпоративный дизайн наряду с корпоративной философией, корпоративной культурой и корпоративным поведением является одним из элементов корпоративной идентичности.

## История
Понятие фирменного стиля появилось в начале XX века, когда количество компаний, работающих в одной области, критически возросло, и стала актуальной проблема их узнаваемости. Современная система графических форм корпоративной айдентики сложилась в 1950-е — 1970-е годы в рамках Швейцарского стиля.

## Корпоративный стиль

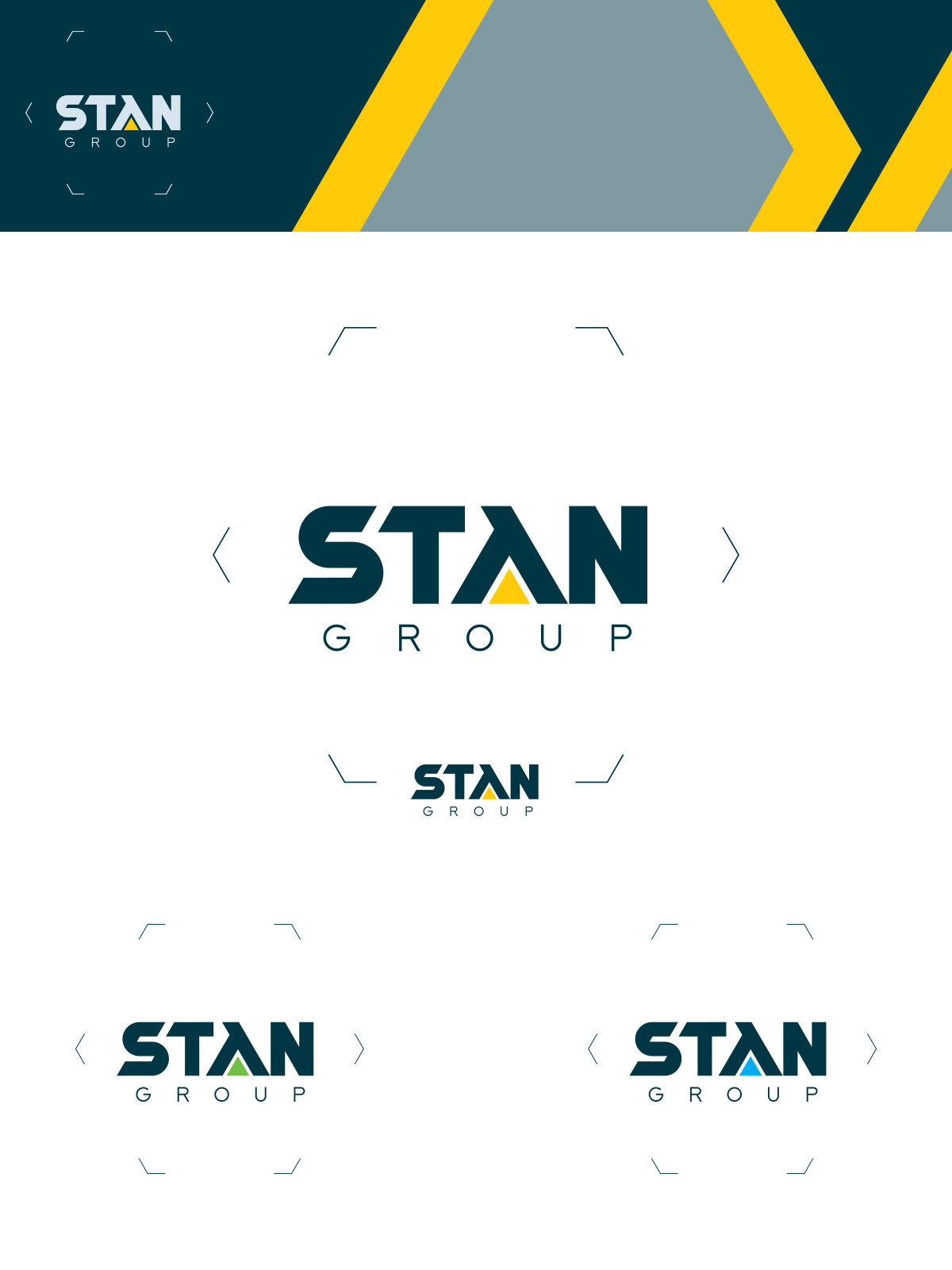
Пример из книги корпоративного стиля, разработанного для индустриального бренда станкостроительной отрасли. Ключевые элементы визуальной идентичности бренда (Visual brand identity): «воздушный» шестиугольник, корпоративные цвета, индивидуальный шрифт, возможность построения монолитной архитектуры бренда.

Корпоративный или «фирменный» стиль часто понимается как набор словесных и визуальных констант, обеспечивающих единство восприятия товаров, услуг, информации, исходящих от фирмы или торговой марки к потребителю. Фирменный стиль — это товарный знак бренда, который транслируется по всем каналам позиционирования компании:
- в презентационной и имиджевой продукции: бланках, визитках, сувенирной продукции и т.д.;
- логотип присутствует и в сфере ATL: в слогане, наружной рекламе, ТВ-рекламе и т.д.;
- товарный знак активно используется в промоакциях, промоушн кампаниях, промо материалах, распространяемых промоутерами, он становится частью оформления полок магазинов, шелфтокеров и стопперов;
- огромную роль логотип играет и в создании сайтов, являясь не только частью сайта, но и одним из ключевых элементов сетевой рекламы, баннеров и т.д. Таким образом, использование фирменной атрибутики на сайтах — это уже самодостаточная реклама.

Корпоративный стиль разрабатывается на основе логотипа и товарного знака. Вначале проводится общий анализ компаний, аналогичных той, которая заказала логотип или фирменный знак. Затем вычленяются отличительные особенности данной компании. После этого формируется идея «смыслового образа», который впоследствии станет основополагающим в фирменном стиле данной компании. В этот образ вкладываются не только графические элементы, но и психология продаж (например, агрессивный маркетинг) и географическое местоположение компании, социологические образы общественной среды. Затем разрабатывается логотип. В начале разработки определяются основные элементы: стилеобразующая идея, цветовая гамма, шрифты. Разрабатываются стандарты и рекомендации по нанесению корпоративной символики на носители стиля. Носителем стиля может быть всё что угодно: внутренняя документация, наружная реклама, веб-сайт, здание офиса. После окончания работы по разработке стиля составляется руководство по его применению. Руководство называют по-разному: брендбук, гайдлайн, стандарты оформления. Хотя название брендбук в данном случае использовать некорректно, поскольку документ даёт рекомендации по визуализации брендов как компании, так и товаров и услуг этой же компании (а они могут различаться): см. Архитектура бренда (англ. brand architecture).

### Запреты, встречающиеся в Руководстве по корпоративному стилю
- Не изменять размер знака и логотипа по отдельности.
- Не изменять расстояние между фрагментами фирменного блока.
- Не использовать обведение по контуру.
- Не изменять корпоративные цвета.
- Не размещать фирменный блок на сложной текстуре.
- Не размывать знак и логотип.
- Не использовать затемнение.
- Не заливать текстурой.

### Макеты для наружной рекламы
- Флаги
- Плакаты
- Штендеры[7]
- Баннеры
- Тенты
- Ситилайты
- Биллборды
- Лайтбоксы
- Призматроны
- Вывески
- Буклеты и лифлеты
- Наклейки на транспорт
- Таблички-указатели

### Макеты для сувенирной и подарочной продукции[8]
- Письменные принадлежности
- Деловые принадлежности или аксессуары категории VIP
- Бытовые приборы и т. п.
- Съедобные сувениры
- Посуда, товары для Нового года и др.
- Текстиль, кожгалантерея, товары для спорта и др.

## Рекомендуемая литература
- Alina Wheeler, Designing brand identity. A complete guide to creating, building, and maintaining strong brands, 2nd ed. New York, Wiley, 2006. With bibl., index. ISBN 0-471-74684-3
- Balmer, J.M.T., & Gray, E.R., (2000). Corporate identity and corporate communications: creating a competitive advantage. Industrial and Commercial Training, 32 (7), pp. 256—262.
- Balmer, John M. T. & Greyser, Stephen A. eds. (2003), Revealing the Corporation: Perspectives on identity, image, reputation, corporate branding, and corporate-level marketing, London, Routledge, ISBN 0-415-28421-X.
- Birkigt, K., & Stadler, M.M., (1986). Corporate identity. Grundlagen, Funktionen, Fallbeispiele. [Corporate identity. Foundation, functions, case descriptions]. Landsberg am Lech: Verlag Moderne Industrie.